# Comuna Terpinnea, Melitopol
Terpinnea (în ucraineană Терпіння) este o comună în raionul Melitopol, regiunea Zaporijjea, Ucraina, formată din satele Fedorivka, Luhove, Pivnicine, Spaske și Terpinnea (reședința).

## Demografie
Componența lingvistică a comunei Terpinnea
     Rusă (83,1%)
     Ucraineană (12,1%)
     Alte limbi (0,87%)
Conform recensământului din 2001, majoritatea populației comunei Terpinnea era vorbitoare de rusă (83,1%), existând în minoritate și vorbitori de ucraineană (12,1%).